# 黃也白
黃也白（1917年1月16日—1999年9月4日），香港1960、70年代電影人。報刊編輯出身，曾用筆名張冠。
其後在電影公司宣傳部工作，效力於國泰和邵氏公司。並曾創辦新世紀影業公司及萬星影業公司。
1966年至1973年擔任自由總會主席，任內協助左派藝人陳思思轉投右派。

## 監製
- 奇男子 (1973)
- 霹靂小子 (1974)
- 小白龍 (1975)
- 神鷹飛燕蝴蝶掌 (1978)

## 出品人
- 吾愛吾妻 (1970)
- 四海一家 (1971)
- 說謊的丈夫 (1971)
- 喜從天上來 (1972)

## 製片
- 教我如何不想他 (1963)
- 人之初(1963)
- 諜海四壯士 (1963)
- 情天長恨 (1964)

## 外部連結
- 黃也白在互联网电影资料库（IMDb）上的資料（英文）
- 黃也白在香港影庫上的簡介